# Frans Snyders

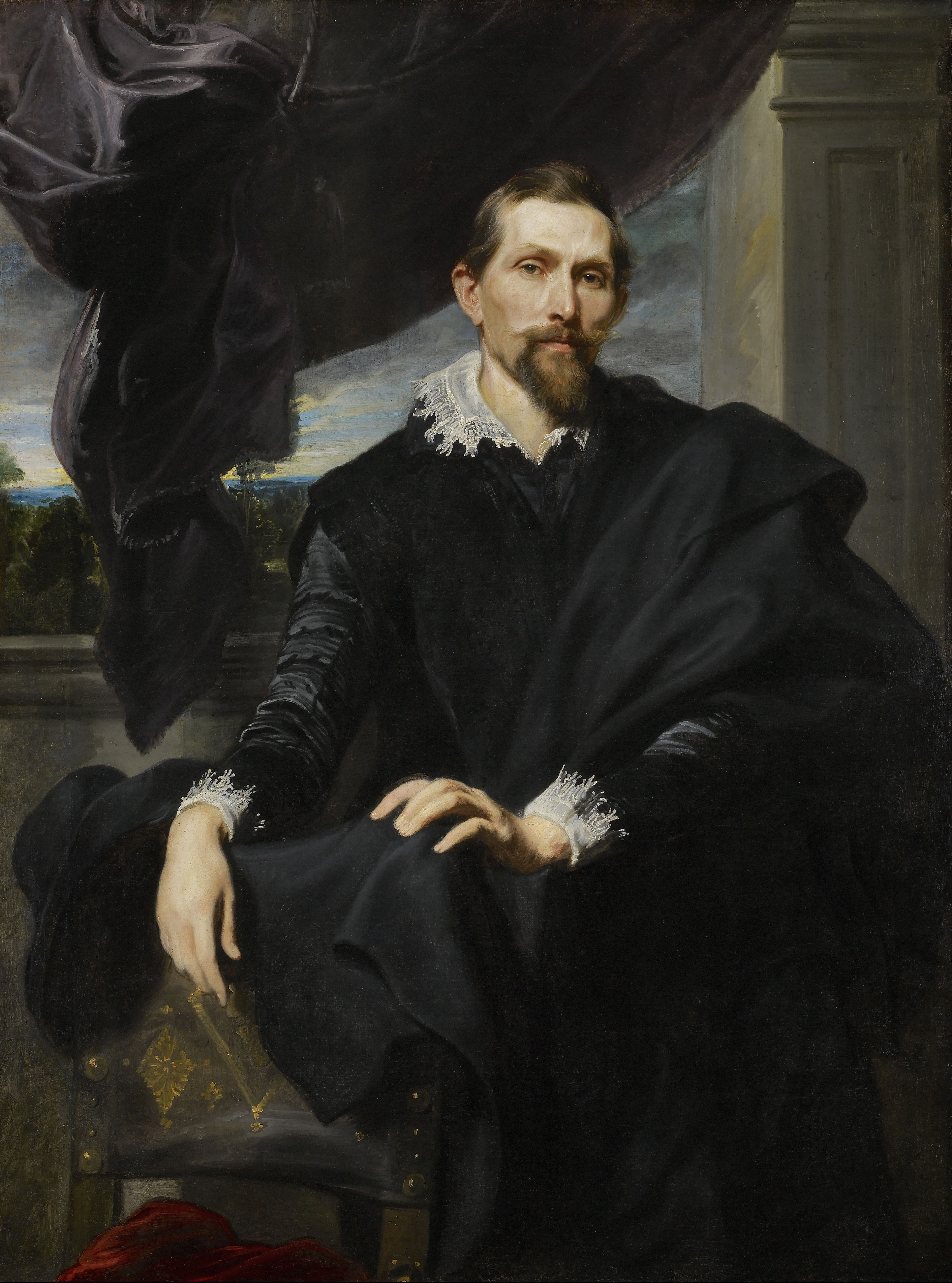
Bildnis des Frans Snyders von Anthonis van Dyck, um 1620, Öl auf Leinwand, 142,6 × 105,4 cm, Frick Collection, New York

Frans Snyders (getauft 11. November 1579 in Antwerpen; † 19. August 1657 in Antwerpen) war ein flämischer Maler von Tieren, Jagdszenen, Marktszenen und Stillleben. Er war einer der ersten spezialisierten Tiermaler und gilt als Initiator einer Vielzahl von neuen Stillleben- und Tiersujets in Antwerpen. Er arbeitete regelmäßig mit führenden Antwerpener Malern wie Peter Paul Rubens, Anthonis van Dyck und Jacob Jordaens zusammen.

## Leben
Snyders wurde in Antwerpen als Sohn von Jan Snijders, dem Wirt eines von Künstlern frequentierten Weinlokals, geboren. Der Legende nach soll der berühmte Maler Frans Floris sein Vermögen in der Gaststätte seines Vaters verprasst haben. Snyders' Mutter war Maria Gijsbrechts. Snyders hatte fünf Geschwister. Sein Bruder Michiel wurde ebenfalls Maler, aber es sind keine Werke von ihm bekannt.
Frans Snyders begann seine malerische Ausbildung 1593 in der Werkstatt von Pieter Bruegel dem Jüngeren. Auch Hendrick van Balen zählt zu seinen Lehrmeistern.
1602 wurde er in der Antwerpener Sankt-Lukasgilde als Freimeister akzeptiert. Im Jahr darauf entstand sein erstes bekanntes Werk, ein Stillleben mit Wild, Vögeln, Obst und Gemüse (ehem. Galerie Willems, Brüssel), das ganz klar in der Nachfolge der Markt und Küchenstücke von Pieter Aertsen und Joachim Beuckelaer steht.

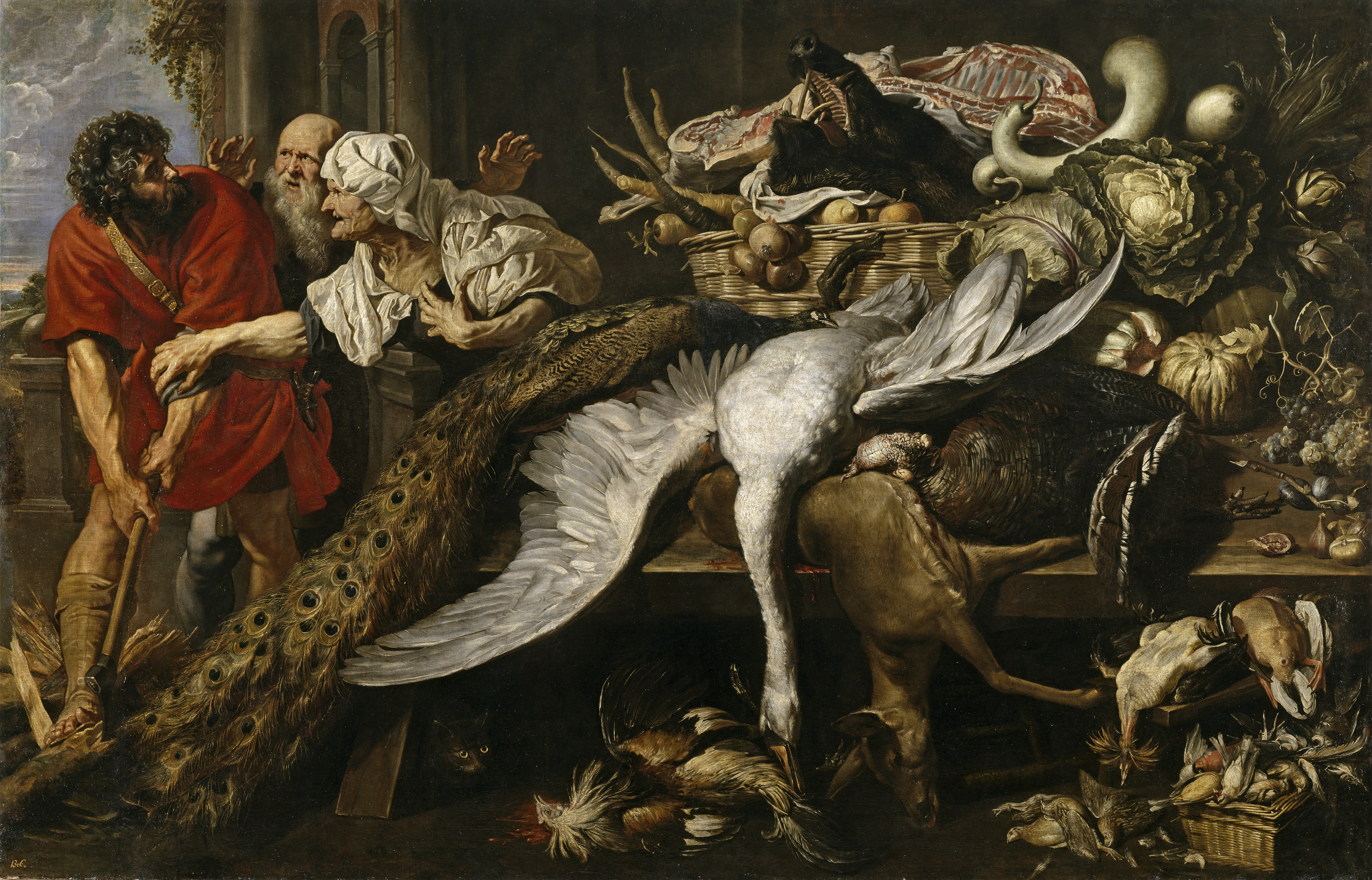
Peter Paul Rubens und Frans Snyders: Die Erkennung des Philopoemon, ca. 1610, Öl auf Leinwand, 313,5 × 201,0 cm, Prado, Madrid. Rubens entwarf die Komposition und malte die drei menschlichen Figuren.

In den Jahren 1608-9 reiste er nach Italien, wo er sich zunächst in Rom aufhielt. Anschließend reiste der Künstler nach Mailand, wo er sich mithilfe von Empfehlungsschreiben des mit ihm befreundeten Jan Brueghel des Älteren dem berühmten Kunstsammler Kardinal Borromeo vorstellte. Dass Brueghel Snyders gebeten hatte, eine Kopie nach einem Porträt von Tizian aus der Borromeo-Sammlung zu malen, wird als Beweis dafür angesehen, dass Snyders ein geschickter Figurenmaler war, der durchaus nicht alle menschlichen Figuren seiner Bilder von anderen Malern malen lassen musste, wie oft angenommen wird.
Snyders war im Frühjahr 1609 zurück in Antwerpen. 1611 heiratete er Margaretha, die Schwester von Cornelis de Vos und Paul de Vos, zweier seiner Malerkollegen in Antwerpen. Er hielt sich hauptsächlich in seiner Heimatstadt Antwerpen auf. Dort scheint er ein großes Atelier betrieben zu haben, auch wenn in den Listen der Malergilde nur drei Maler als seine Schüler erwähnt werden: Melchior Weldenck (1609), Henri Joris (1616), und Nicasius Bernaerts (1633). Doch ist bekannt, dass in seinem Atelier auch sein Schwager Paul de Vos sowie Jan Fyt arbeiteten, die seine begabtesten Nachfolger waren.
Seine Zusammenarbeit mit Rubens begann in den 1610er Jahren nach allgemeiner Ansicht mit dem Gemälde Die Erkennung des Philopoemon, das sich heute im Prado befindet und als ein „Markstein in der Geschichte des großen Küchenstücks“ und des barocken flämischen Stilllebens überhaupt gilt. Der Gesamtentwurf stammte wahrscheinlich von Rubens, während Snyders auf dem fertigen Ölgemälde den Löwenanteil einer dekorativ angeordneten Menge toter Tierleiber und Gemüse malte.

Zu den bekanntesten Gemeinschaftswerken von Rubens und Snyders gehören Diana und ihre schlafenden Nymphen (ca. 1615–17, Royal Collection, Kensington Palace, London) und die Rückkehr Dianas von der Jagd (ca. 1615, Gemäldegalerie Alte Meister, Dresden), außerdem wahrscheinlich das berühmte Haupt der Medusa (um 1617, Kunsthistorisches Museum, Wien), bei dem Snyders die züngelnden Schlangen malte.

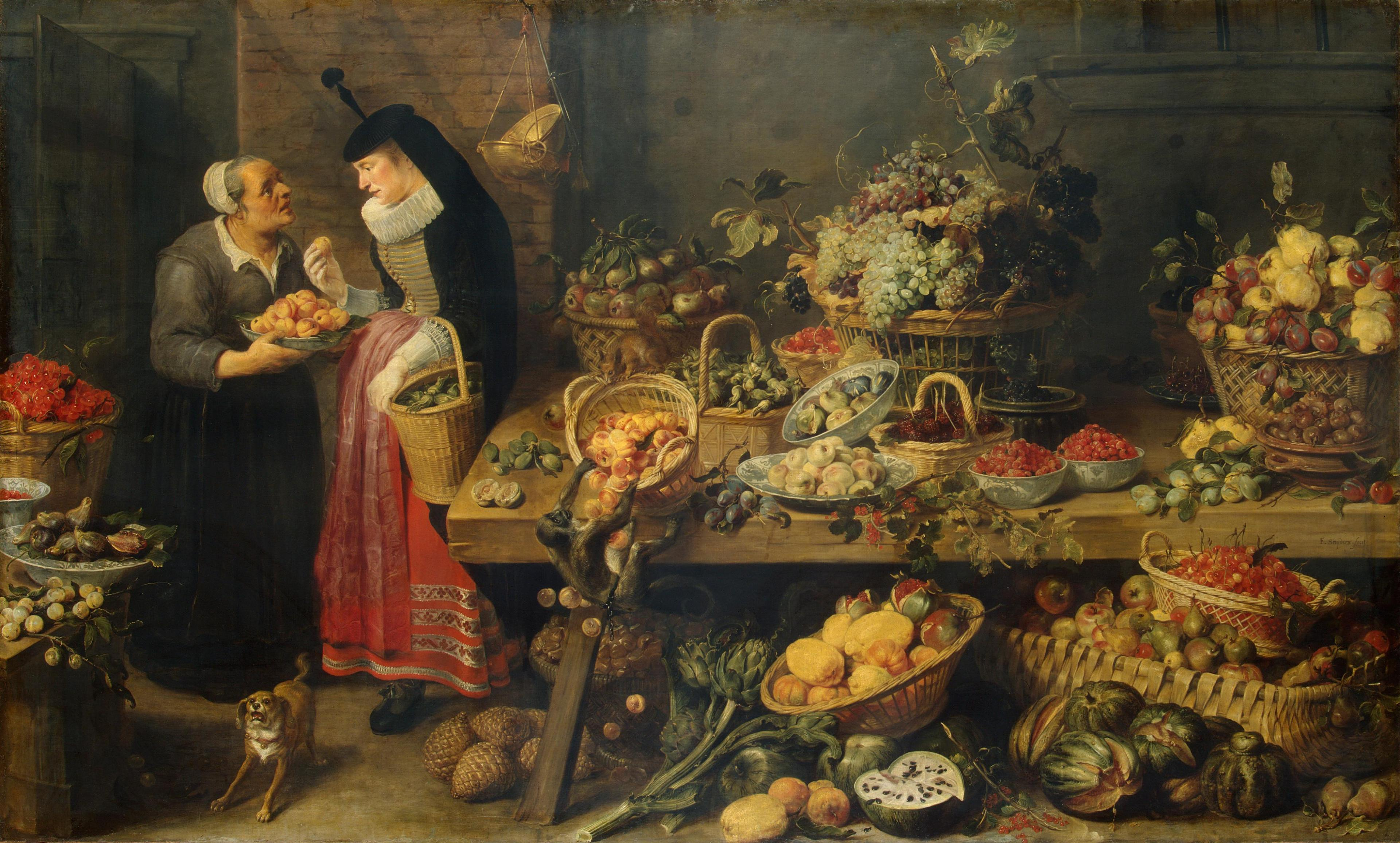
Obststand, ca. 1618–20, Öl auf Leinwand, 206 × 342 cm, Eremitage, St. Petersburg. Das Bild ist Teil der berühmten Serie von vier Marktständen für Jacques van Ophem.

Zu seinen berühmtesten Werken gehört eine Serie von vier riesigen Gemälden von Marktständen (Obststand, Gemüsestand, Wildprethändler und Fischmarkt), die auch als Allegorien der vier Elemente verstanden werden können und die er zwischen 1618 und 1621 für den königlichen Steuereintreiber Jacques van Ophem malte; die über drei Meter breiten Gemälde befinden sich heute in der Eremitage in Sankt Petersburg.
Gemeinsam mit Van Dyck malte Snyders um 1620 die Berufung des hl. Matthäus (auch: Fischmarkt oder Der Zinsgroschen; Kunsthistorisches Museum, Wien) und die Eberjagd, die sich heute in der Dresdner Gemäldegalerie befindet. Eine regelmäßige Zusammenarbeit verband Snyders darüber hinaus mit Abraham Janssen und seinem Schwager Cornelis de Vos; gelegentlich arbeitete er auch mit Jacob Jordaens, Jan Boeckhorst, Erasmus Quellinus II, Thomas Willeboirts Bosschaert, Theodor van Thulden und bei Jagdbildern auch mit dem Landschaftsmaler Jan Wildens.
1619 wurde Snyders endgültig in die Antwerpener Malergilde aufgenommen, deren Dekan er 1628 war. In der Zwischenzeit war er durch seine Malkunst ein reicher Mann geworden und konnte sich 1622 ein Haus in der Keizerstraat kaufen; darüber hinaus investierte er später in andere Grundstücke.

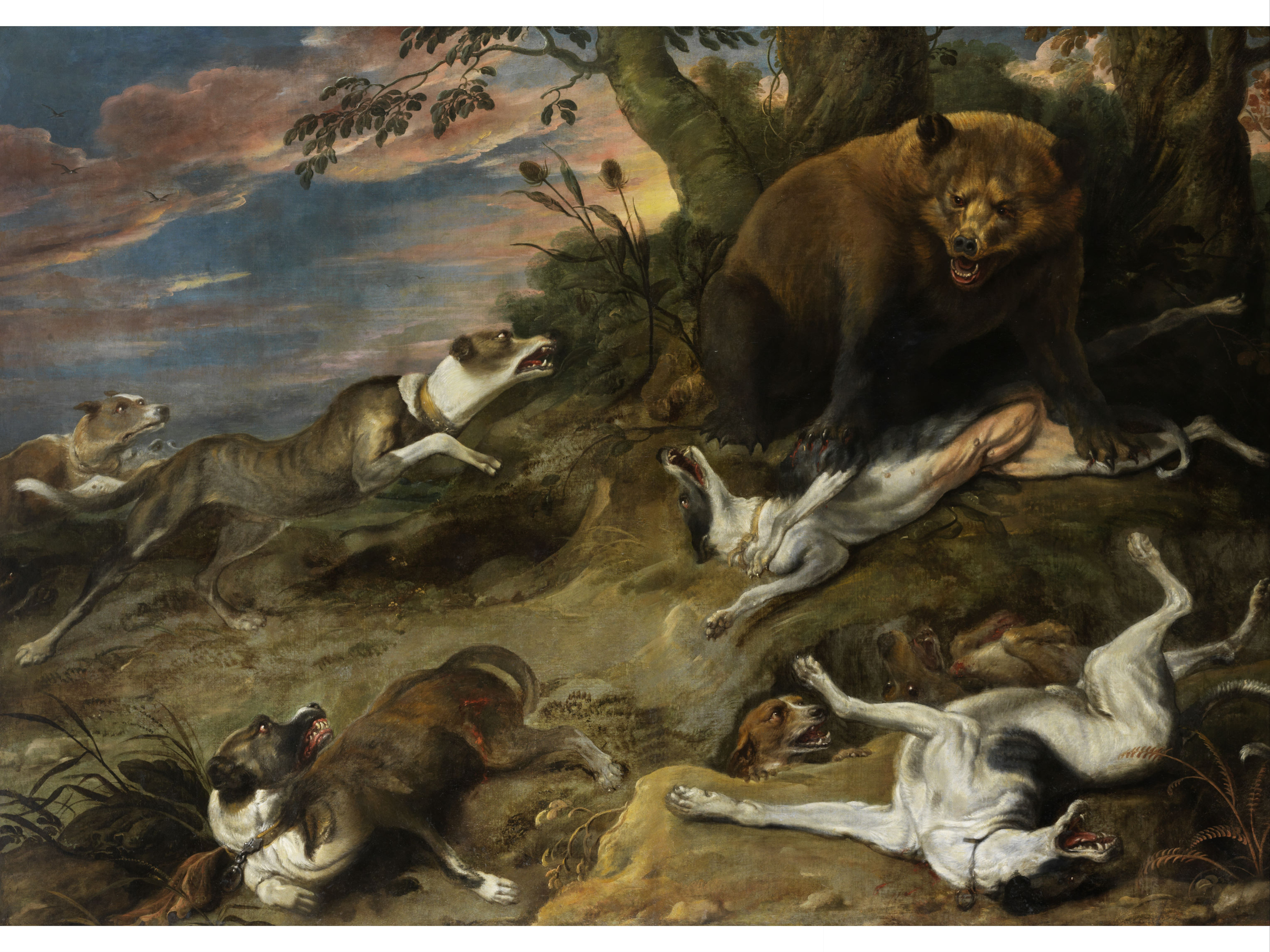
Windhunde jagen einen Bären, Öl auf Leinwand, 170 × 240 cm, Privatsammlung (?; bis 1885 in der Sammlung des Marquis de la Remisa, Madrid)

In den Jahren 1636–1638 war er einer der Antwerpener Künstler, die Rubens bei einem großen Auftrag für die Dekoration des Jagdpavillons Torre de la Parada von Philipp IV. von Spanien unterstützten. Die beiden Künstler arbeiteten auch gemeinsam an den Dekorationen für den Königlichen Alcázar von Madrid und den königlichen Buen Retiro Palast. Snyders malte dafür etwa 60 Jagdbilder und Tierstücke nach Entwürfen von Rubens. Im Jahr 1639 erhielten Rubens und Snyders einen Folgeauftrag für weitere 18 Gemälde für den Jagdpavillon. Nach dem Tod von Peter Paul Rubens fungierte Snyders als einer der Gutachter des Inventars der Rubens-Sammlung.
1641 reiste er zum ersten Mal in die nördlichen Niederlande (Holland), gemeinsam mit seinen Malerkollegen Adriaen van Utrecht, Gerard Seghers und Abraham Brueghel. Eine weitere Reise nach Holland, genauer nach Breda, ist durch ein Stillleben mit Vögeln, Austern und Früchten belegt, das der Maler folgendermaßen signierte: „F. SNYDERS FECIT IN BREDA AO 1646“ (Auktion in der Galerie Le Roy, Brüssel, 27. April 1903, no. 87).
Snyders starb am 19. August 1657 in Antwerpen, seit einigen Jahren verwitwet und kinderlos, und vermachte sein Vermögen seiner Schwester, einer Begine. Der Antwerpener Kunsthändler Matthijs Musson erwarb seine umfangreiche Kunstsammlung, die Werke führender flämischer und niederländischer Künstler des 16. und 17. Jahrhunderts wie Rubens, Antonis van Dyck, Hendrick van Balen, Jan Breughel d. Ä, Pieter Bruegel d. Ä., Joos van Cleve, Joachim Patinir, Frans Pourbus, Gillis van Coninxloo, Adriaen van Utrecht, Jacob Foppens van Es u. a. enthielt.
Eine von Christian Daniel Rauch gefertigte Büste Snydersʼ befindet sich in der Walhalla in Donaustauf.

## Werk und Stil

Früchtestillleben mit einer goldenen Tazza und Wan Li-Porzellan in einer Nische, Öl auf Leinwand, 89 × 62 cm, Nationalmuseum, Stockholm

Frans Snyders war ein ausgesprochen vielseitiger Maler und pflegte, ähnlich wie der mit ihm befreundete Jan Brueghel d. Ä., eine Vielfalt von Gattungen. Eine ausdrückliche Spezialisierung, wie sie später bei den flämischen und niederländischen Malern der jüngeren Generationen gelebt wurden, gab es zu seiner Zeit noch nicht und entsprach offenbar auch nicht seinem Naturell.
Von seinen Lehrern, Pieter Brueghel d. J. und Hendrick van Balen, scheint er so gut wie unbeeinflusst, während Jan Brueghel d. Ä. mit seinen Tier- und Früchtedarstellungen offenbar einen bedeutenden Impuls ausübte – allerdings lag Snyders nicht dessen miniaturhafte Malerei, sondern er zielte „von Anfang an auf das große Format“.
Snyders begann mit Darstellungen von Marktständen in der Tradition von Pieter Aertsen und Joachim Beuckelaer, die er im Laufe seines langjährigen Wirkens sowohl formal als auch inhaltlich weiterentwickelte. Die menschlichen Figuren seiner Gemälde – zuweilen auch Landschaften – wurden meistens von anderen, oben bereits genannten Malern ausgeführt. Snyders machte sich ganz besonders einen Namen in der Tiermalerei und stellte sowohl tote wie lebende Tiere dar, auch gleichzeitig nebeneinander. Zu seinen bevorzugten Darstellungen gehören Wildbret und Geflügel, und auch Jagden – er gilt als wichtigster Vertreter des großen Jagdbildes „in den Niederlanden“. Er malte außerdem eine Reihe von Fabelbildern. Ebenso exzellent sind seine Darstellungen von Früchten. Auch in seine Früchte-Stillleben malte er oft einzelne Tiere wie Affen oder Hunde, die fressen, sich streiten oder alles durcheinander bringen. Neben ausgesprochen großformatigen, teilweise „riesigen“ Bildern schuf er auch kleinere Stillleben, beispielsweise in der traditionellen Ansicht in einer Wandnische, und gedeckte Tische.
Durch seine Zusammenarbeit und künstlerische Auseinandersetzung mit Rubens entwickelte er seinen eigenen Stil weiter, in eine farbenfrohe, üppige, lebendig und barock bewegte, zum Teil dramatische Richtung, mit einer virtuosen, lockeren und immer freier werdenden Pinselführung. Dadurch gilt er zuweilen als „eigentlicher Schöpfer des barocken flämischen Stilllebens“.

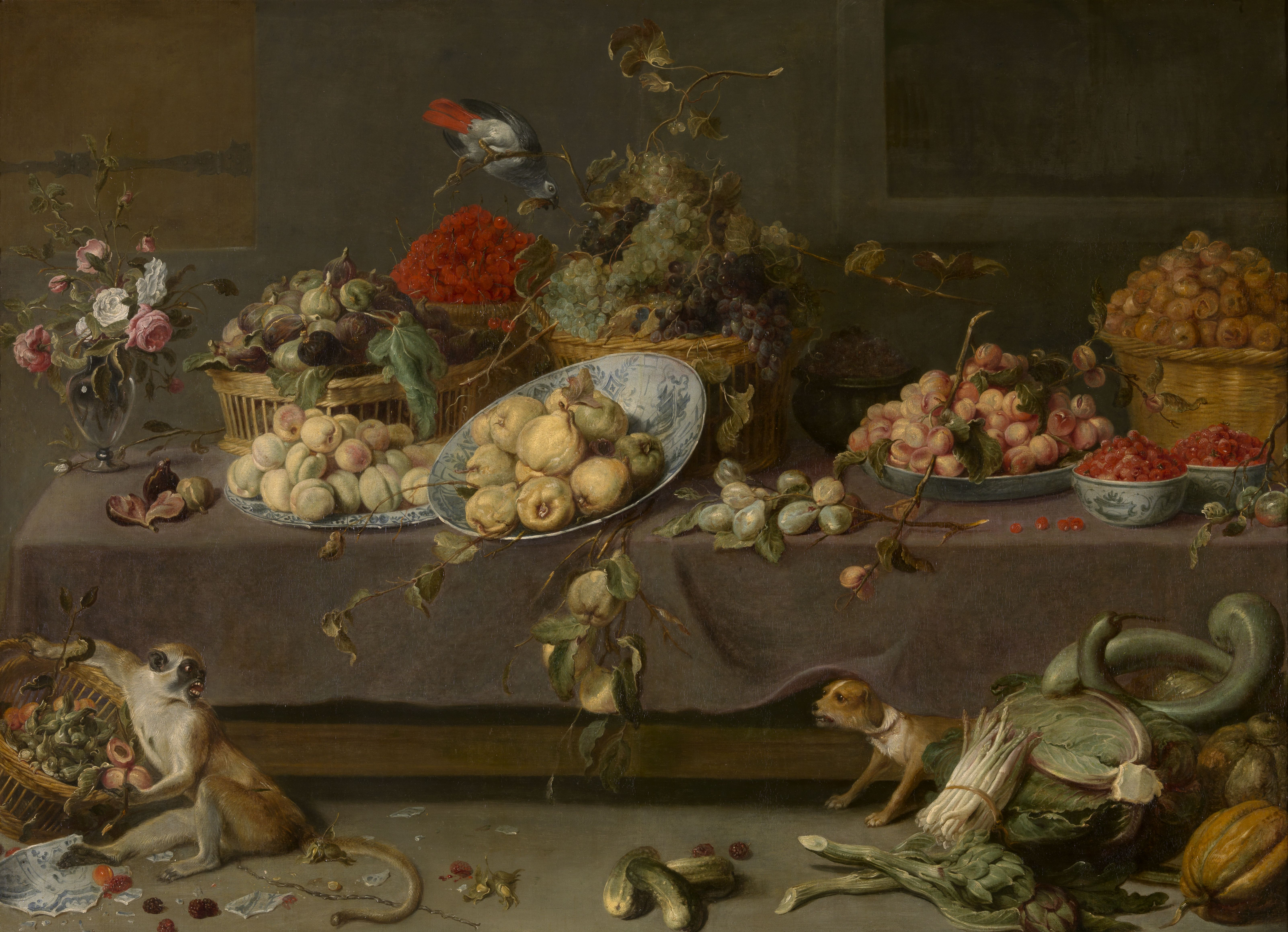
Früchte und Blumen mit Papagei, Affe und Hund, 1630-1640, Öl auf Leinwand, 163,9 × 232 cm, Koninklijk Museum voor Schone Kunsten, Antwerpen

Snyders Stil hellte sich mit der Zeit immer mehr auf. In seinem Spätwerk – nach 1640, also nach dem Tode von Rubens – wurden seine Mittel sparsamer und verfeinerter, vielleicht angeregt durch seine Reisen nach Holland und die dortige Malerei.
Die korrekte Zuordnung der unzähligen Werke von Frans Snyders fällt bis heute schwer. Snyders und Rubens glaubten, man könne ihre Werke am unverwechselbaren Stil erkennen, und signierten daher selten. Zu Fehlzuschreibungen kam es, da Nachfolger (z. B. Jan Fyt) Motive ihrer Lehrer kopierten und in ihre Vorzeichnungskataloge aufnahmen. Die bis heute teilweise umstrittene Urheberschaft ihrer Werke bewegt sich zwischen den unwiderlegten Aussagen von Bordley und der Monografie von Hella Robels, die nur rein stilistische Zuordnungen trifft. Robels hält etwa das mit „F. Snyders“ signierte Bild Tote Fische von einem Hunde bewacht für das Werk eines anderen Malers.

## Bildergalerie

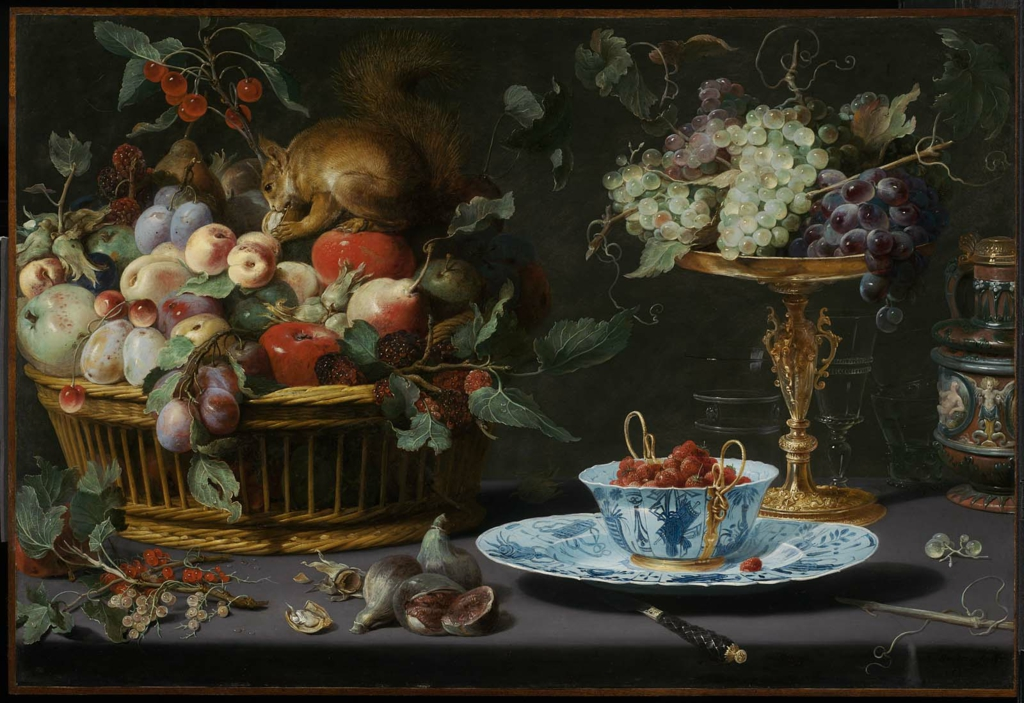
Stillleben mit Früchten, Wan-Li Porzellan und Eichhörnchen, 1616, Öl auf Kupfer, 56 × 84 cm, Museum of Fine Arts, Boston
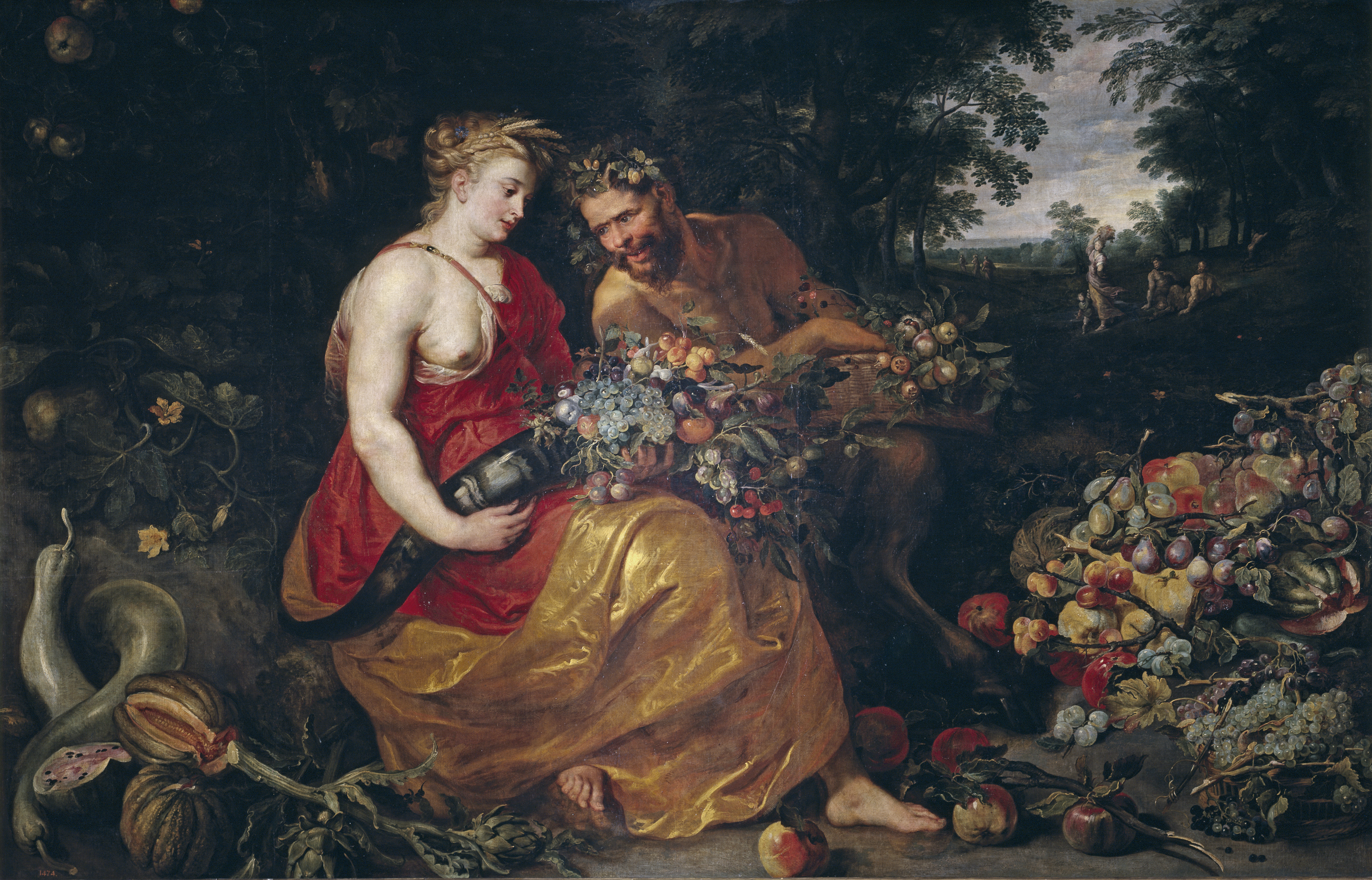
Frans Snyders und Rubens-Werkstatt: Ceres und Pan, 1615–20, Öl auf Leinwand, 178,5 × 280,5 cm, Prado, Madrid
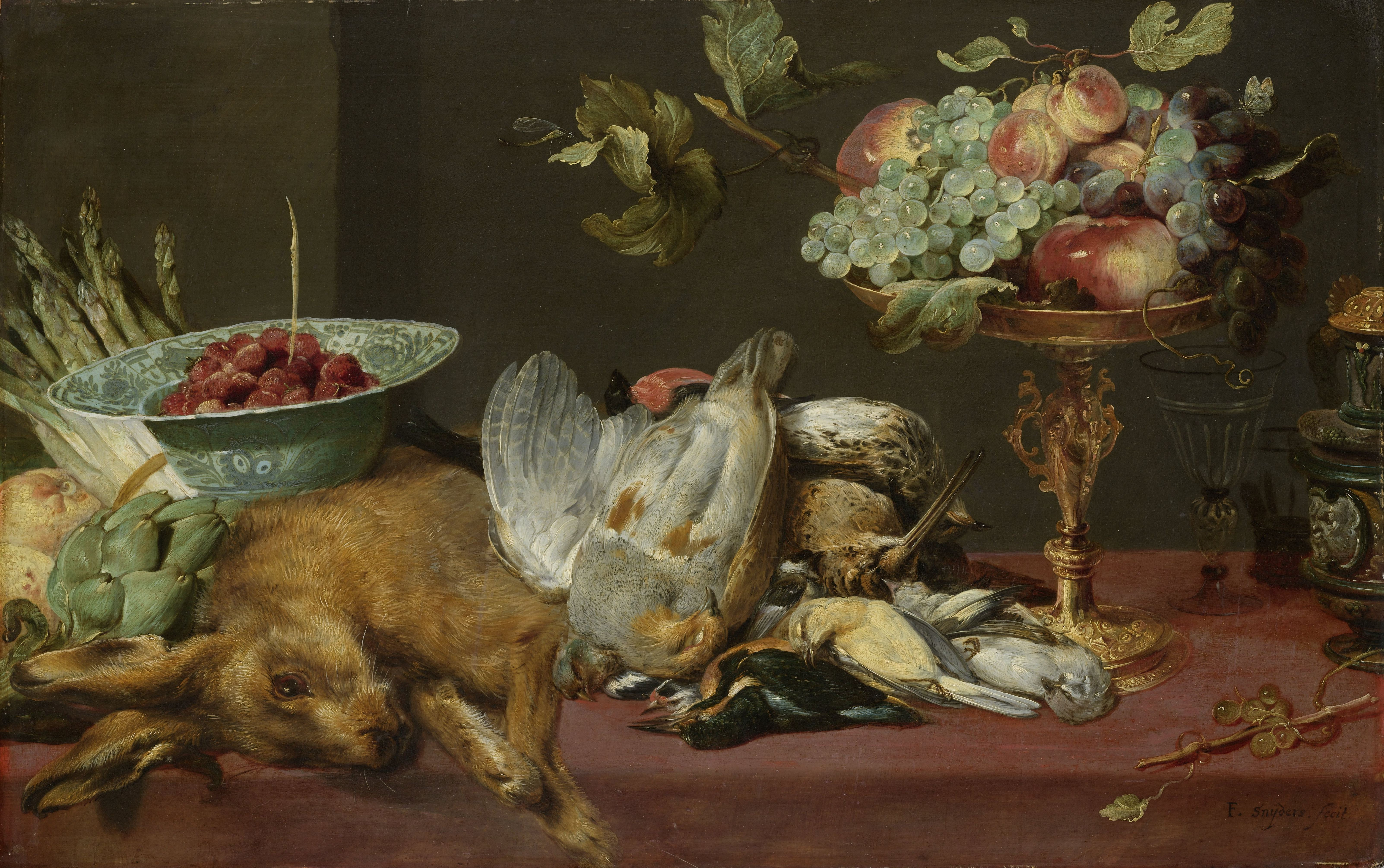
Stillleben mit „kleinem“ Wildbret und Früchten, 1616–20, Öl auf Leinwand, 57 × 88 cm, Rijksmuseum, Amsterdam
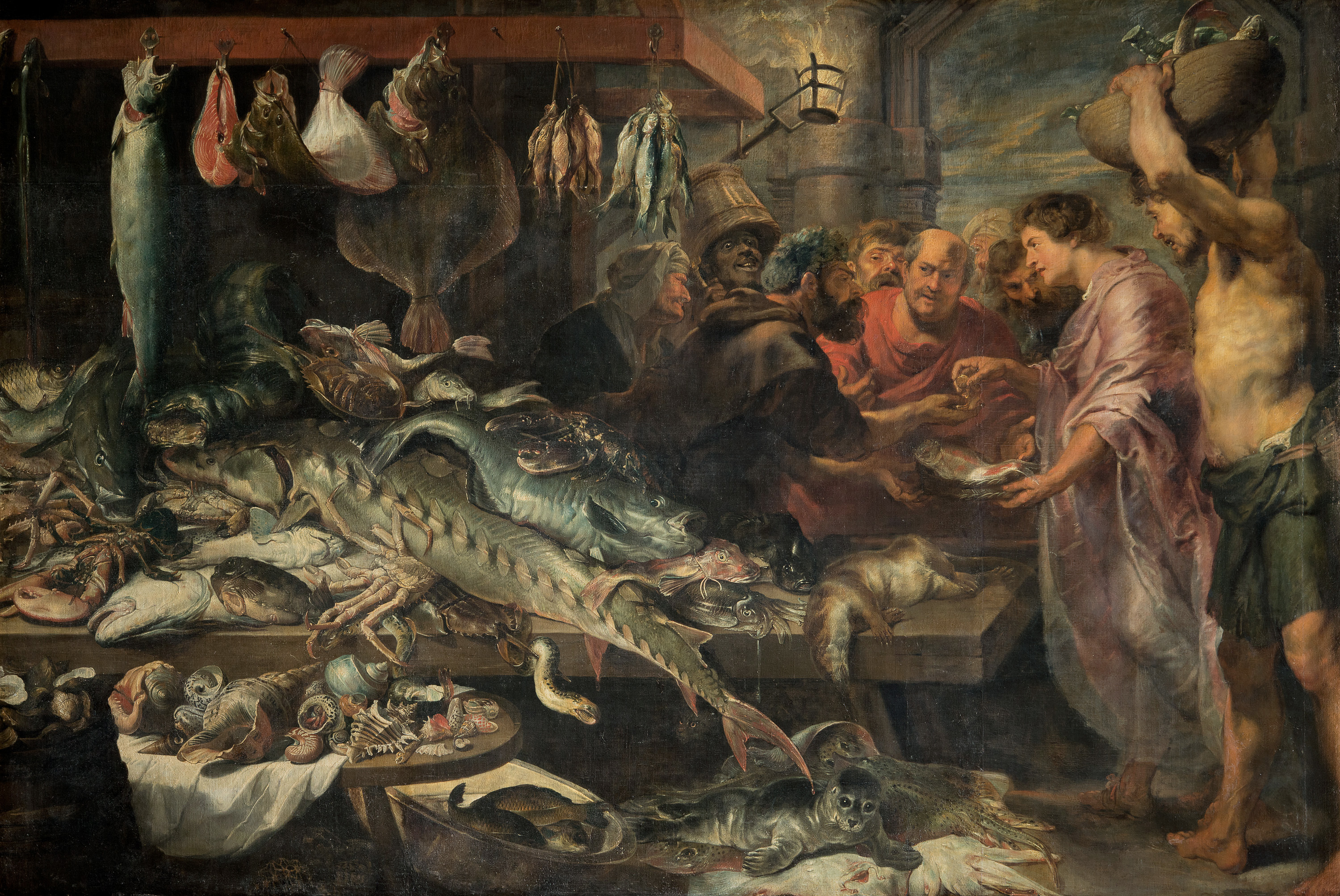
Frans Snyders und Anthonis van Dyck: Der Zinsgroschen (auch: Fischmarkt), ca. 1620, Öl auf Leinwand, 253 × 375 cm, Kunsthistorisches Museum, Wien
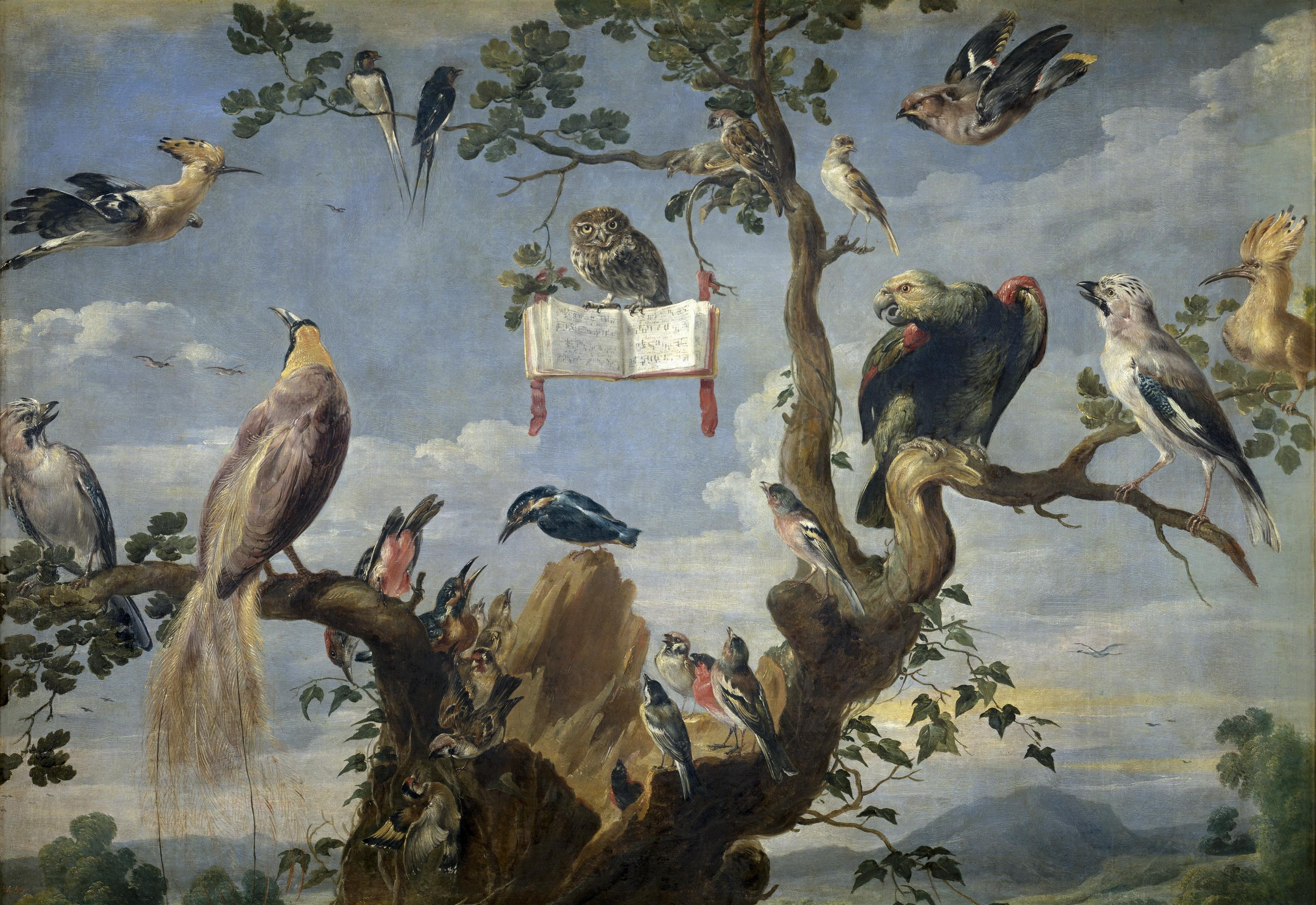
Vogelkonzert, ca. 1629–30, Öl auf Leinwand, 98 × 137 cm, Prado, Madrid
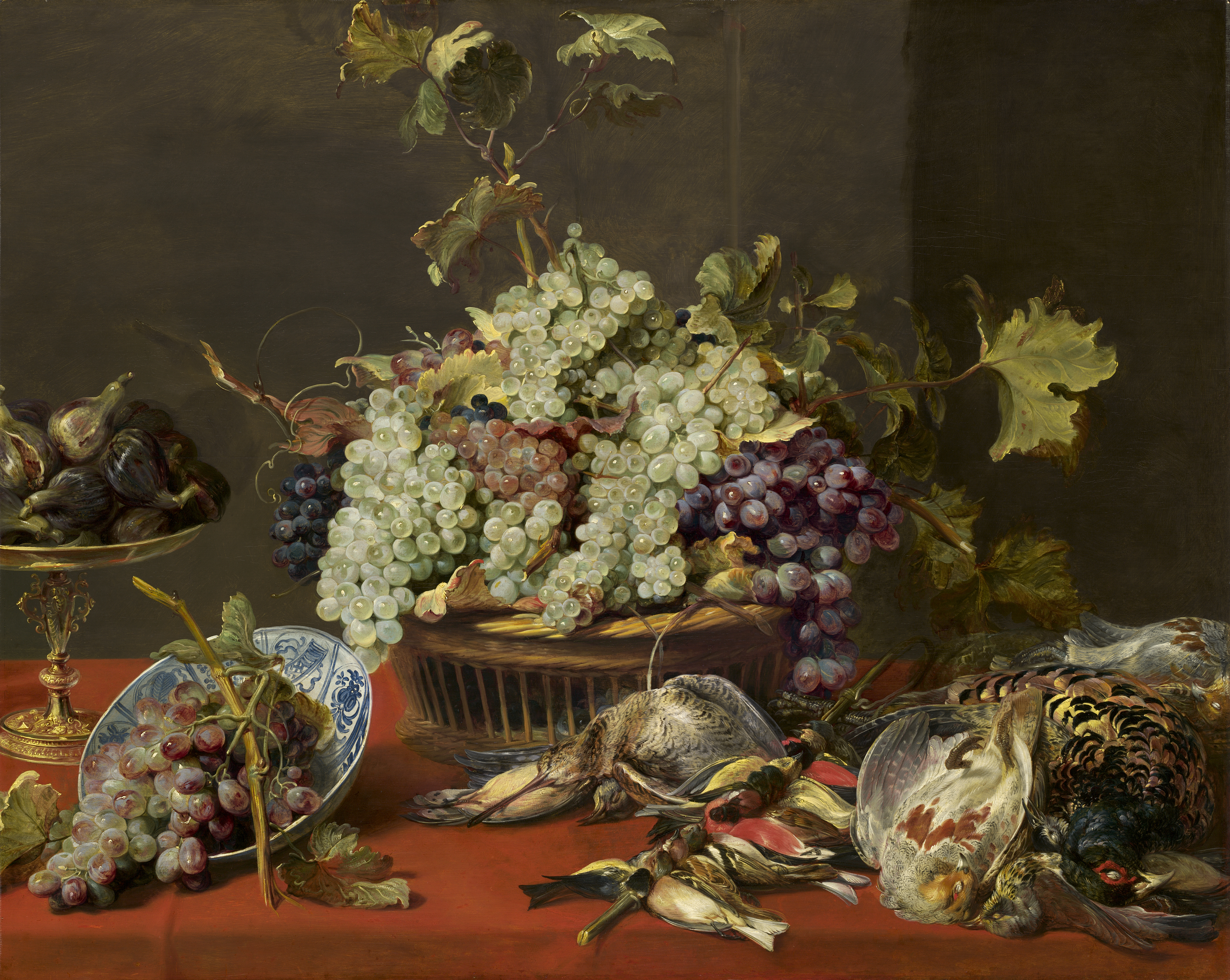
Stillleben mit Weintrauben, Feigen und toten Vögeln, ca. 1630, Öl auf Leinwand, 90,2 × 112,1 cm, National Gallery of Art, Washington
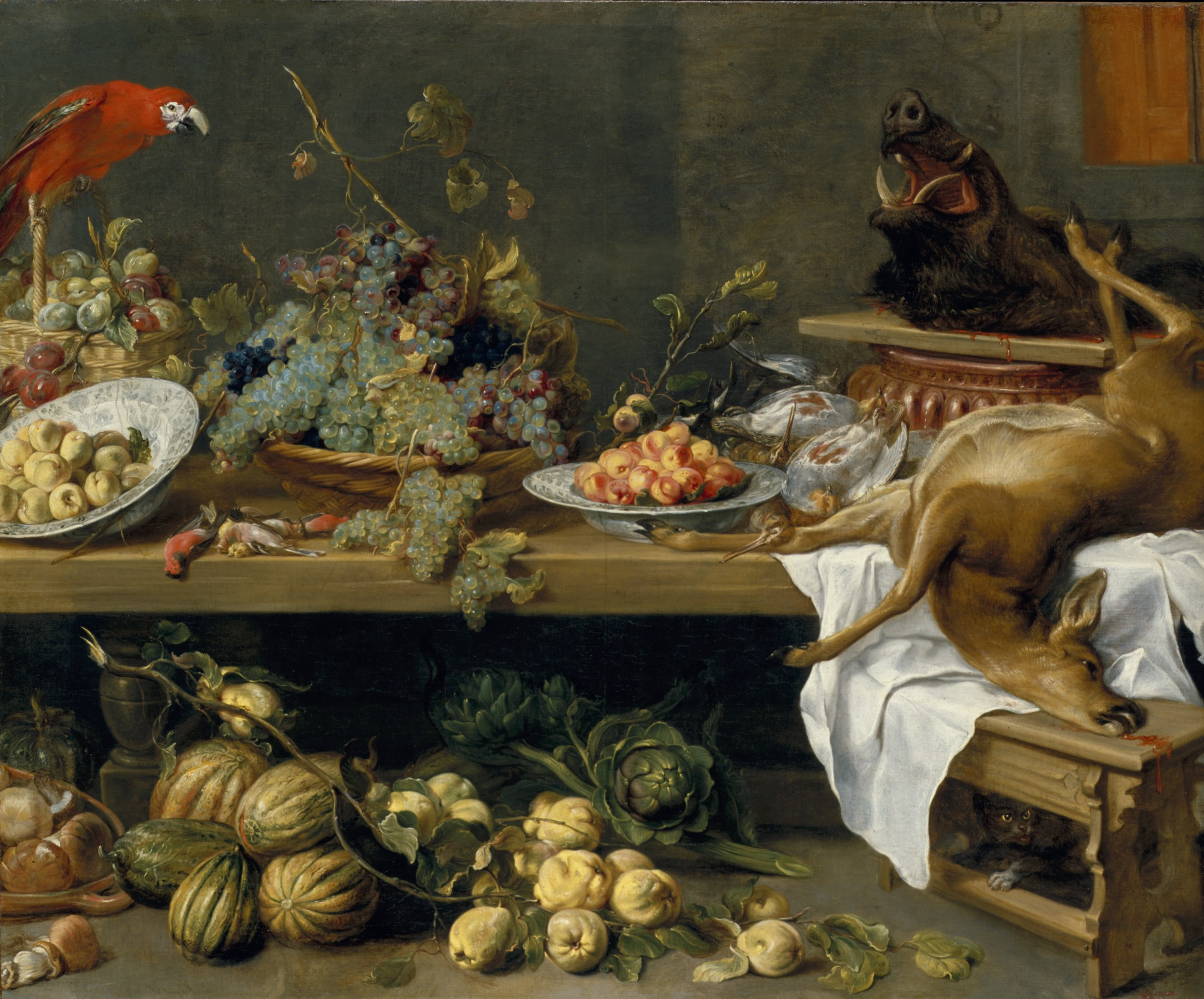
Stillleben mit Früchten, Wildbret und einem Papagei, 1635–37, Öl auf Leinwand, 166,1 × 200,0 cm, Detroit Institute of Arts
Fabel vom Fuchs und dem Reiher, Öl auf Leinwand, 121 × 238 cm, Nationalmuseum, Stockholm. Die Hintergrundlandschaft ist Jan Wildens zugeschrieben.
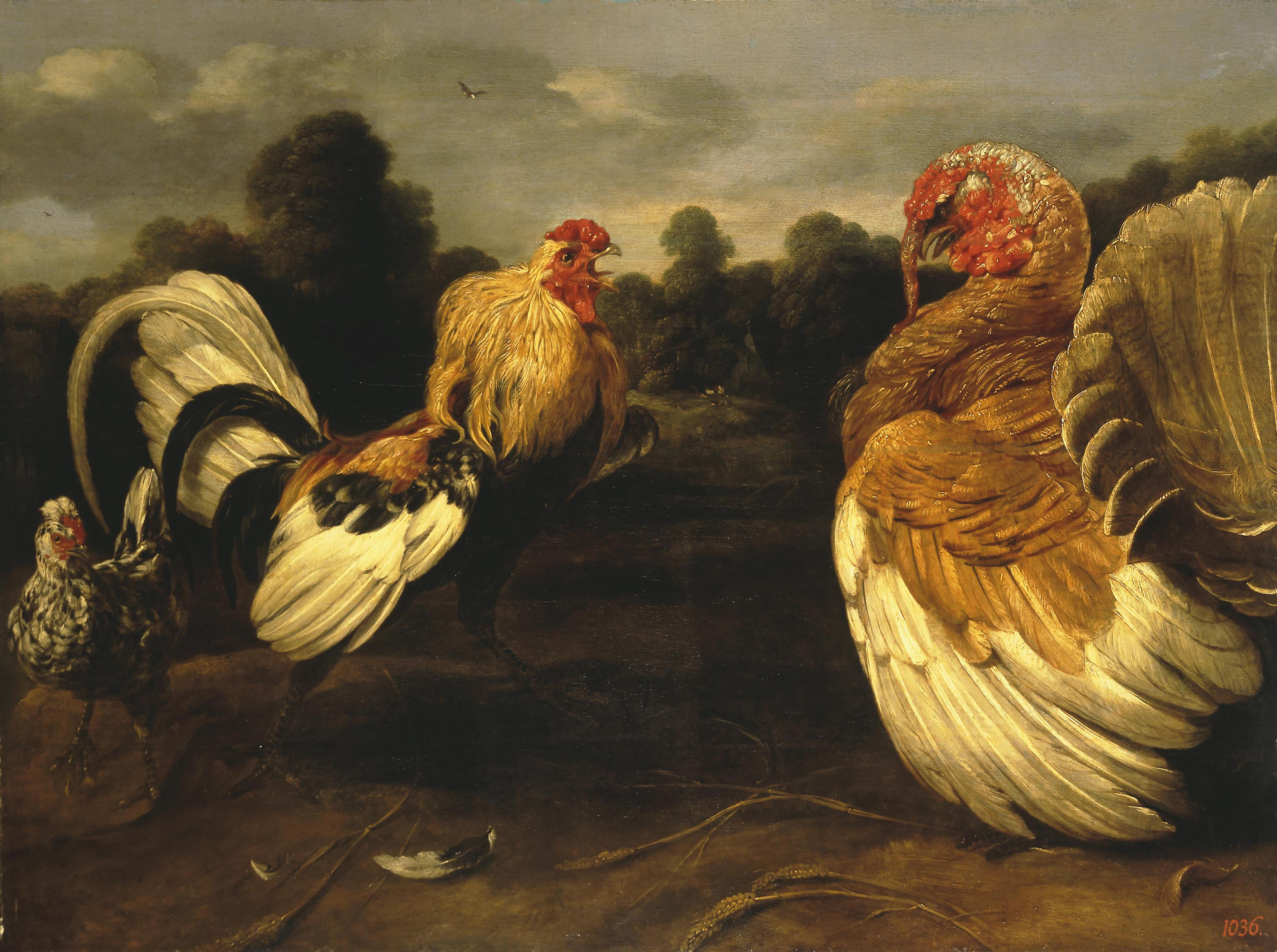
Kampf zwischen Hahn und Truthahn, 1650–57, Öl auf Leinwand, 88,5 × 118,5 cm, Eremitage, St. Petersburg